# Йотунхайм
Йотунхайм (от нордически: Jötunheimr, в превод дом на йотуните) е светът на каменните и ледените великани в скандинавската митология, част от всичките девет свята, свързани чрез световното дърво Игдрасил. Оттам те нападат и пакостят на хората в Мидгард и на асите в Асгард (от който са разделени посредством реката Ифинг).